# Тютицы (Новгородская область)
Тю́тицы — деревня в Новгородском районе Новгородской области, относится к Трубичинскому сельскому поселению.
Расположена на федеральной автомобильной дороге «Россия» М10 (E 105) северней деревни Подберезье. Восточнее Тютиц протекает река Питьба — левый приток Волхова. На южной оконечности деревни находится кладбище.

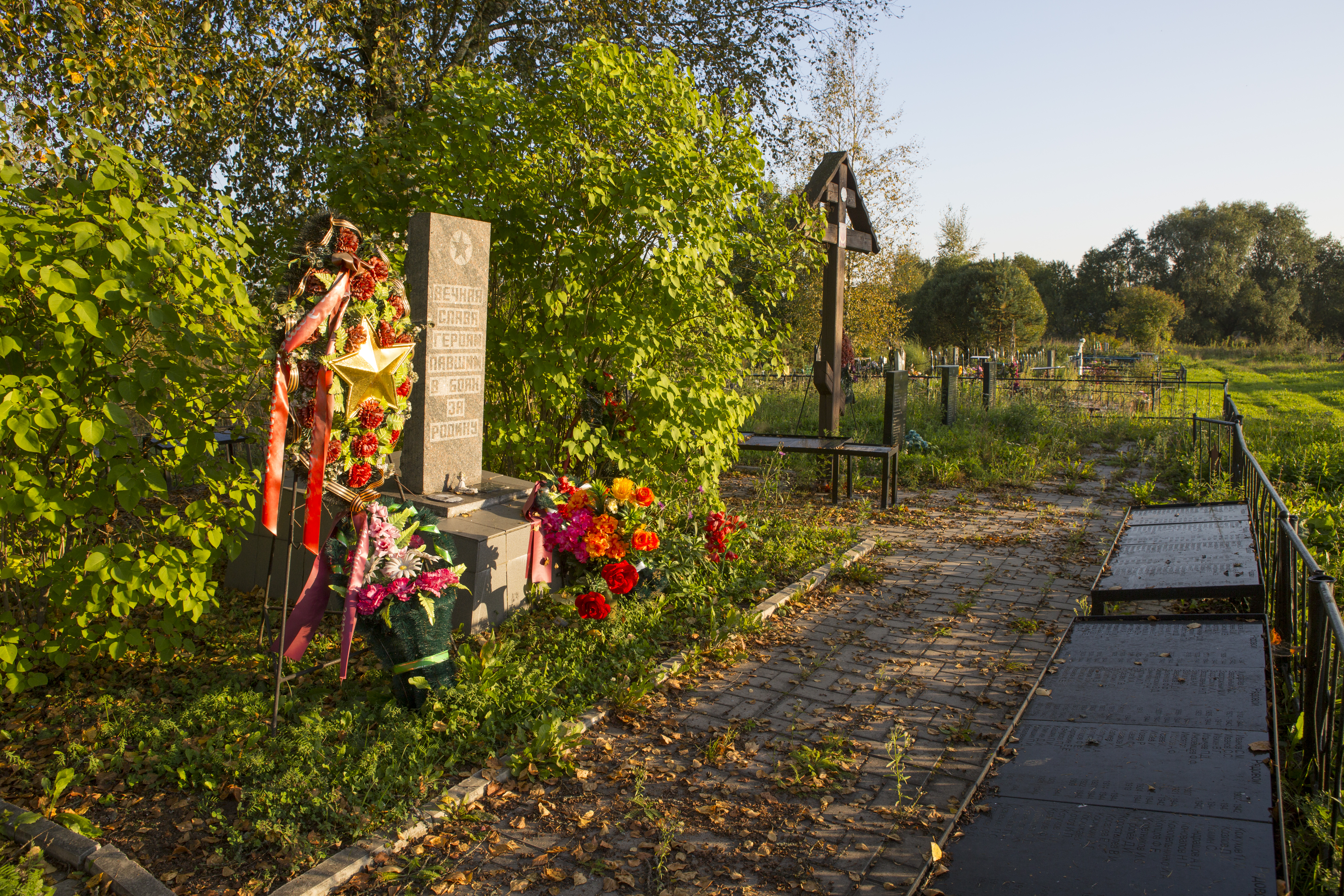
Братская могила советских воинов

До апреля 2014 года деревня входила в состав ныне упразднённого Подберезского сельского поселения.